# Barcos do Nemi

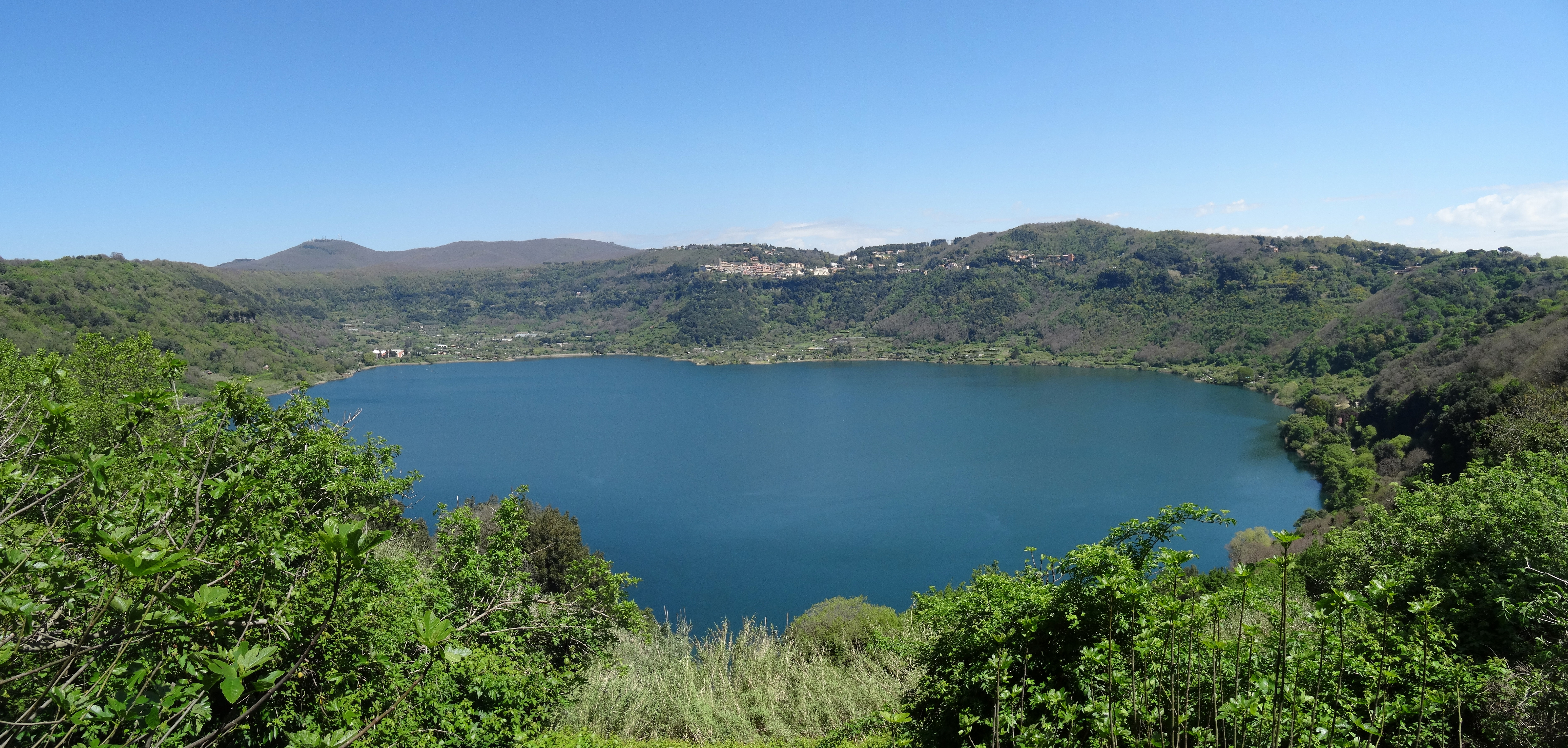
Lago Nemi, em 2014.

Os barcos do Nemi eram barcos grandes e luxuosos construídos a mando do imperador romano Calígula, no século I, no lago Nemi.

## Função
Um dos barcos foi projetado como um templo dedicado à deusa Diana. O outro, maior, era basicamente um palácio flutuante decorado com mármore, pisos de mosaico, calefação e banhos entre outras amenidades. O único propósito deste barco-palácio era satisfazer o comportamento crescentemente auto-condescente de Calígula. Conta-se que o imperador estava influenciado pelo modo de vida pródigo dos governantes helenísticos de Siracusa e do Egito Ptolomaico.

## Redescoberta
Entre 1927 e 1932, sob ordens do ditador italiano Mussolini, as embarcações foram retiradas do fundo do lago temporariamente seco. Após dezenove séculos, os cascos foram encontrados praticamente intactos, e alguns esforços de preservação foram efetuados. Todavia, as embarcações foram destruídas durante a retirada alemã em 1 de junho de 1944.

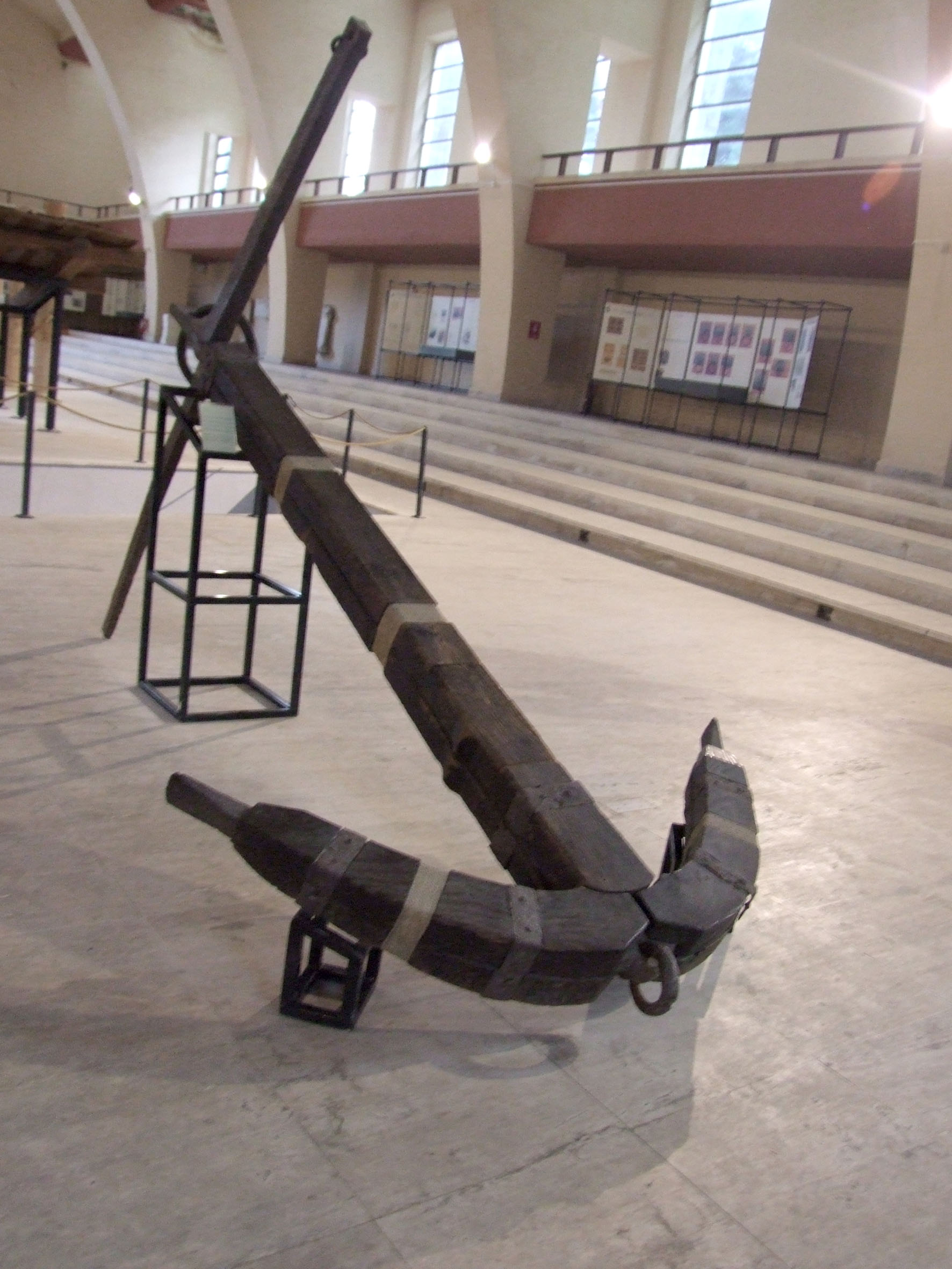
Âncora